# FRIEND (橘慶太の曲)
「FRIEND」（フレンド）は、橘慶太の2枚目のシングルである。

## 解説
- 前作『道標』から7ヶ月でのシングルである。

## 収録曲
全作詞：橘慶太　編曲：Koma2 Kaz
1. FRIEND
作曲：T2ya　
  - テレビ東京系アニメ『BLUE DRAGON』主題歌
2. 桜想ふ
作曲：伊橋成哉
3. 少年
作曲：T2ya
4. FRIEND-instrumental-